# Vera torta
La vera torta o torta degli sposi (in romagnolo: tòrta di spus) è un dolce cotto al forno tradizionale di Imola. È il dolce simbolo delle grandi occasioni, che in passato erano principalmente i matrimoni e da cui deriva quindi il nome popolare "torta degli sposi".

## Storia
La ricetta della Vera torta di Imola viene tramandata da secoli dalle arzdore (reggitrici e massaie) e ha origini molto antiche. La testimonianza più antica risale al 1737, quando le suore del convento di San Domenico di Imola la preparavano in occasione dei giorni festivi, come la festa della Beata Vergine del Rosario, o durante le visite del Padre Priore.
In passato, le arzdore romagnole preparavano l'impasto in casa in una teglia di rame stagnata per poi portarlo di mattina dal fornaio per essere cotto nei forni pubblici una volta finita la panificazione.
La ricetta è stata codificata e depositata alla Camera di Commercio di Bologna nel 2019 e nel 2025 è stata aggiunta all'elenco dei prodotti De.Co., in quanto prodotto della tradizione.

## Preparazione
Si prepara a partire da un impasto di uova montate, zucchero, mandorle tostate e tritate, cedro sminuzzato e amaretti sbriciolati al quale viene aggiunta della ricotta vaccina o di pecora e della vaniglia prima di essere cotto al forno. Una volta cotta, la torta ancora calda viene spennellata con una bagna di liquore di mandorle amare e liquore alchermes.
Secondo la tradizione, la Vera torta è decorata con fiori commestibili quali rosa in bocciolo, viola del pensiero, primula, lavanda, magnolia e mimosa.
Una variante prevede che la torta venga guarnita con della ghiaccia reale bianca per i matrimoni.